# Prince Nico Mbarga
Prince Nico Mbarga (* Januar 1950, Abakaliki, Nigeria; † 24. Juni 1997) war ein Highlife-Musiker, Sohn einer nigerianischen Mutter und eines kamerunischen Vaters. Bekannt wurde er für das mit seiner Band Rocafil Jazz eingespielte Lied „Sweet Mother“. Obwohl das sein einziger bedeutender Hit blieb, spielte Mbarga eine wichtige Rolle in der Entwicklung der afrikanischen Popmusik. Mit seiner souligen Stimme zu den leichten Melodien seiner akustischen Gitarre kreierte Mbarga eine einzigartige Mischung aus Igbo und kongolesischer Gitarrenmusik und Highlife-Rhythmen.

## Karriere

### Frühe Jahre
In Schülerbands spielte Mbarga Xylophon, Conga (Trommel), Trommel und E-Gitarre. 1970 gab er sein Debüt als Mitglied der Hotel-Band Melodie Orchester. Mit der von ihm selbst gegründeten Band  Rocafil Jazz trat er regelmäßig im Hotel Naza in der nigerianischen Stadt Onitsha auf. 1973 veröffentlichte Mbarga und Rocafil Jazz eine enttäuschende Single. Ihre zweite Single I No Go Marry My Papa war bereits ein regionaler Hit.
Die Band blieb in den folgenden Jahren lediglich regional bekannt und ihr Plattenlabel EMI ließ den Plattenvertrag auslaufen. Sie unterschrieben danach bei der nigerianischen Plattenfirma Rogers All Stars mit Sitz in Onitsha und nahmen Sweet Mother auf. Das in Pidgin-Englisch gesungene Lied wurde einer der Top-Seller in der Geschichte der nigerianischen Musik. In den sechs Jahren bis 1981, die Mbarga und Rocafil Jazz bei Rogers All Stars unter Vertrag waren, haben sie neun Alben aufgenommen.

### Spätere Jahre
1982 zog Mbarga vorübergehend nach England und wurde für seinen extravaganten, durch 1970er Jahre Glam-Rock-Performances inspirierten Stil bekannt. Er trat weiterhin mit Rocafil Jazz auf, jedoch auch mit der Londoner Highlife Band der „Ivory Coasters“ und kamerunischen Sängerin Louisiana Tilda.
Zurück in Nigeria gründete Mbarga ein eigenes Plattenstudio mit Vertrieb durch Polydor. Mbarga und die ursprünglichen Mitglieder des Rocafil Jazz wurden durch getrennt als einige in Kamerun geborene Mitglieder der Band in ihr Heimatland abgeschoben wurden. Obwohl er später eine neue Rocafil Jazz Band gründete, konnte Mbarga nicht mehr an seine früheren Erfolg anschließen. Er wandte seine Aufmerksamkeit der Verwaltung seiner beiden Hotels, Hotel Calbar und das Sweet Mother Hotel, zu.

## Tod
Prince Nico Mbarga starb bei einem Motorradunfall am 24. Juni 1997 und hinterließ „Sweet Mother“ als eines der bekanntesten Lieder Nigerias. „Sweet Mother“ wird bisweilen auch als Afrikas Hymne bezeichnet und wurde von Lesern und Hörern der BBC zum beliebtesten afrikanischen Song gewählt.

## Belege
1. ↑  Prince Nico Mbarga: Profile
2. ↑  PRINCE NICO MBARGA. ngex.com, abgerufen am 22. September 2019 (englisch).

| Personendaten    | Personendaten          |
| ---------------- | ---------------------- |
| NAME             | Mbarga, Prince Nico    |
| KURZBESCHREIBUNG | nigerianischer Musiker |
| GEBURTSDATUM     | Januar 1950            |
| GEBURTSORT       | Abakaliki, Nigeria     |
| STERBEDATUM      | 24. Juni 1997          |